# Compatibilidade de licenças
Compatibilidade de licenças refere-se ao problema com licenças aplicadas aos trabalhos sujeitos a copyright (direitos de autor), onde podem conter exigências contraditórias, tornando-se impossível combinar o código fonte de pacotes ou conteúdos de alguns trabalhos, sendo necessário então recriar o trabalho, devido a divergências nas licenças pelas quais os mesmos foram distrbuídos.
Por exemplo, supomos que uma licença diga que "versões modificadas devem mencionar os desenvolvedores em qualquer material publicitário", e a outra diga que "versões modificadas não podem conter atribuições adicionais ou requerimentos". Se alguém combinar um pacote de software que utiliza-se de um pacote com uma licença junto a um outro pacote distribuído sobre outra licença, torna-se impossível distribuir legalmente a combinação deste pacotes sem que haja a permissão direta dos autores (detentores do direito autoral) devido ao fato que as duas normas se contradizem simultâneamente. Desta forma, estes dois pacotes teram licenças incompatíveis.
Nem todas as licenças aprovadas pela OSI ou pela Free Software Foundation são compatíveis umas com as outras, desta forma nem todos os códigos sobre OSI ou FSF com as licenças aprovadas podem ser mesclados. Por exemplo, um software novo que mescla código distribuído sobre a licença Mozilla Public License com código distribuído sobre a licença GNU General Public License (ambas licenças aprovadas pela OSI e FSF) não podem ser distribuídos devido ao fato que este novo software inadvertidamente viola os termos do GPL ou então do MPL. O FLOSS License Slide faz uma demonstração das licenças compatíveis.

## Compatibilidade da licença GPL
Muitos dos mais comuns softwares livres distribuídos com estas licenças, como o original MIT/X license, BSD licenses (na forma atual da cláusula 2), e o LGPL, são "GPL-compatible". Isto é, seu código pode ser combinado com um programa distribuído sob GPL sem entrar em conflito (a nova combinação teria o GPL aplicado por um todo). No entanto, alguns software livres/código aberto não possuem licenças GPL compatíveis.
A compatibilidade da licença GPL é de fato um caso especial de compatibilidade copyleft. Além de licenças com cláusulas excepcionais, licenças fortes copyleft (incluindo a GPL) são mutualmente incompatíveis entre sí, e geralmente com outras licenças.